# Rietveld (Giessenlanden)
Rietveld (51° 52′ N, 5° 01′ L) é uma cidade dos Países Baixos, na província de Holanda do Sul. Rietveld (Giessenlanden) pertence ao município de Giessenlanden, e está situada a 4 km, a nordeste de Gorinchem.
A área de Rietveld, que também inclui as partes periféricas da cidade, bem como a zona rural circundante, tem uma população estimada em 180 habitantes.